# 約氏舒蛇鰻
約氏舒蛇鰻，為輻鰭魚綱鰻鱺目糯鰻亞目蛇鰻科的其中一種，分布於印度太平洋區，從查戈斯群島至社會群島海域，棲息深度7-12公尺，體長可達35公分，棲息在潟湖、珊瑚生長的淺水處，屬肉食性，以小魚及蝦子為食。